# Spongites discoidea
Spongites discoidea (Foslie) D. Penrose & Woelkerling, 1988  é o nome botânico  de uma espécie de algas vermelhas pluricelulares do gênero Spongites, família Corallinaceae, subfamília Mastophoroideae.
- São algas marinhas encontradas na Namíbia e África do Sul.

## Sinonímia
- Spongites discoideus (Foslie) Penrose & Woelkerling (var. ort.)
- Lithophyllum discoideum  Foslie, 1900
- Hydrolithon discoideum  (Foslie) M.L. Mendoza & J. Cabioch, 1985